# Контактний дерматит, спричинений урусіолом
Контактний дерматит , спричинений урусіолом,
- алергічна реакція у частини населення на органічні олійні сполуки, названі урусіолами, які є у соці деяких видів рослин роду Toxicodendron сімейства анакардієвих (Anacardiaceae): Toxicodendron radicans, Toxicodendron diversilobum, Toxicodendron vernix, лакове дерево, манго, фісташка, Gluta usitata, Semecarpus anacardium. Подібний токсин (анакардієва кислота) є у шкаралупі кеш'ю (Anacardium occidentale), Ginkgo biloba. Назва токсину урусіолу походить від японського слова, що означає сік лакового дерева, (уруші). Рослини (кущі, ліани, дерева), які виробляють урусіоли або подібні сполуки, поширені у Північній Америці, Південно-Східній Азії, Австралії. В Україні деякі рослини роду Toxicodendron ростуть, в основному, у ботанічних садах, тож не становлять серйозної небезпеки для населення. Проте, у США, за оцінками Американської академії дерматології, щорічно реєструється багато випадків дерматиту, спричиненого урусіолом. Сільське населення на заході та півдні Сполучених Штатів потерпає від Toxicodendron diversilobum, тоді як Toxicodendron radicans найбільше поширений у східній частині цієї країни.

## Ознаки та симптоми
Урусіол викликає контактний дерматит, що характеризується почервонінням, набряком, вузликами, дерматозами, пухирями та шрамами. Люди сильно відрізняються за своєю чутливістю до урусіолу: приблизно у п'ятої частини населення токсин не викликає реакції імунної системи; майже у кожного четвертого урусіол призводить до серйозних уражень. Висипання проходять впродовж одного-двох тижнів і можуть утворювати шрами залежно від тяжкости недуги. При складних випадках бувають невеликі (1–2 мм), прозорі, заповнені рідиною пухирі на шкірі. Наповнені гноєм везикули з білуватою рідиною можуть свідчити про інфекцію. Більшість висипань, викликаних Toxicodendron radicans, без інфекцій, зникають впродовж 14 днів без лікування. Надмірне чухрання може призвести до інфікування, як правило, стафілококами та стрептококами. Тож для лікування можуть знадобитися антибіотики[джерело?]. У рідкісних випадках потерпілих госпіталізовують. Алергічна реакція, спричинена урусіолом, у деяких випадках може прогресувати до анафілаксії.

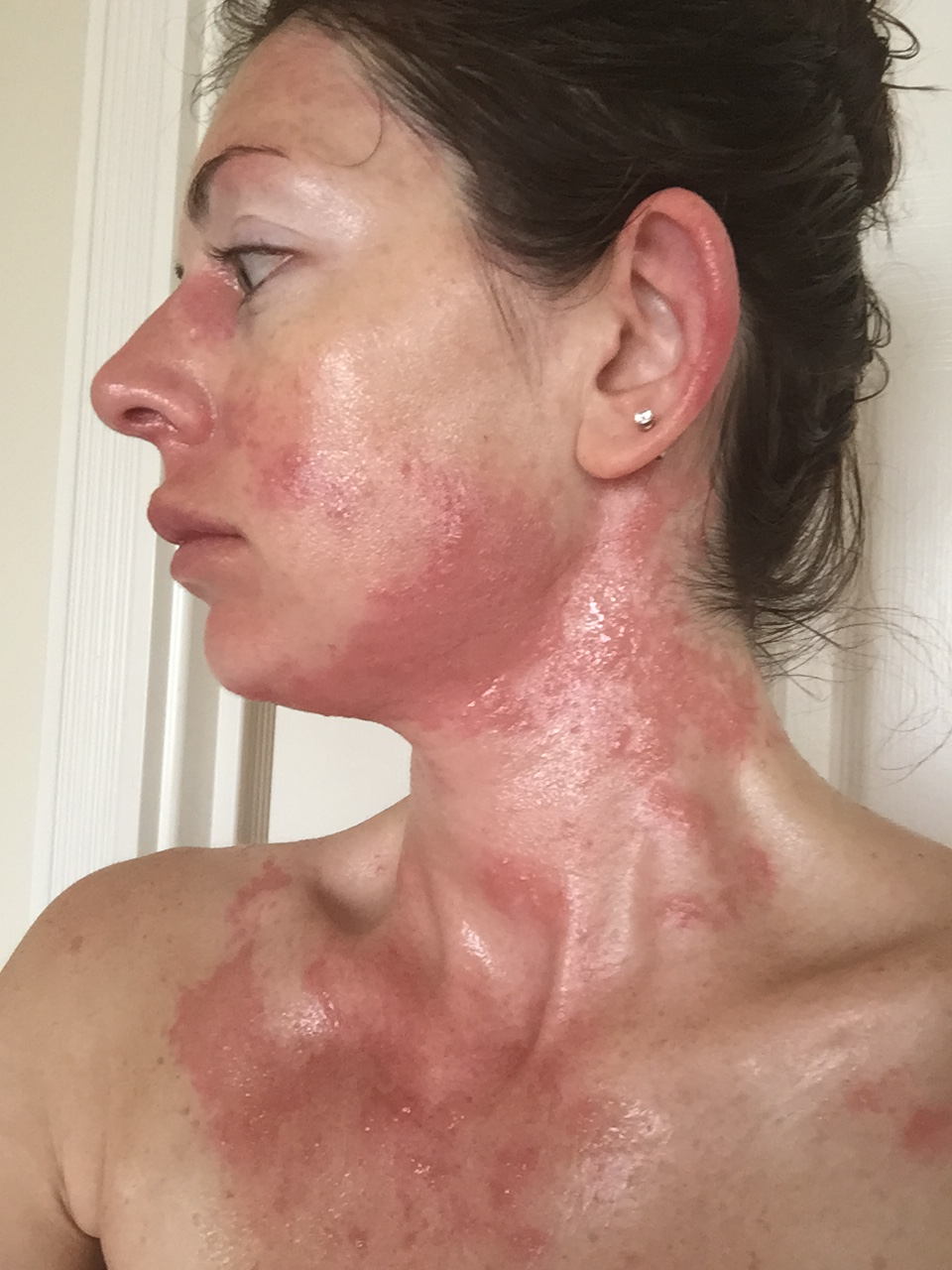
Алергічна реакція на урусіол через 4 дні після контакту з Toxicodendron diversilobum
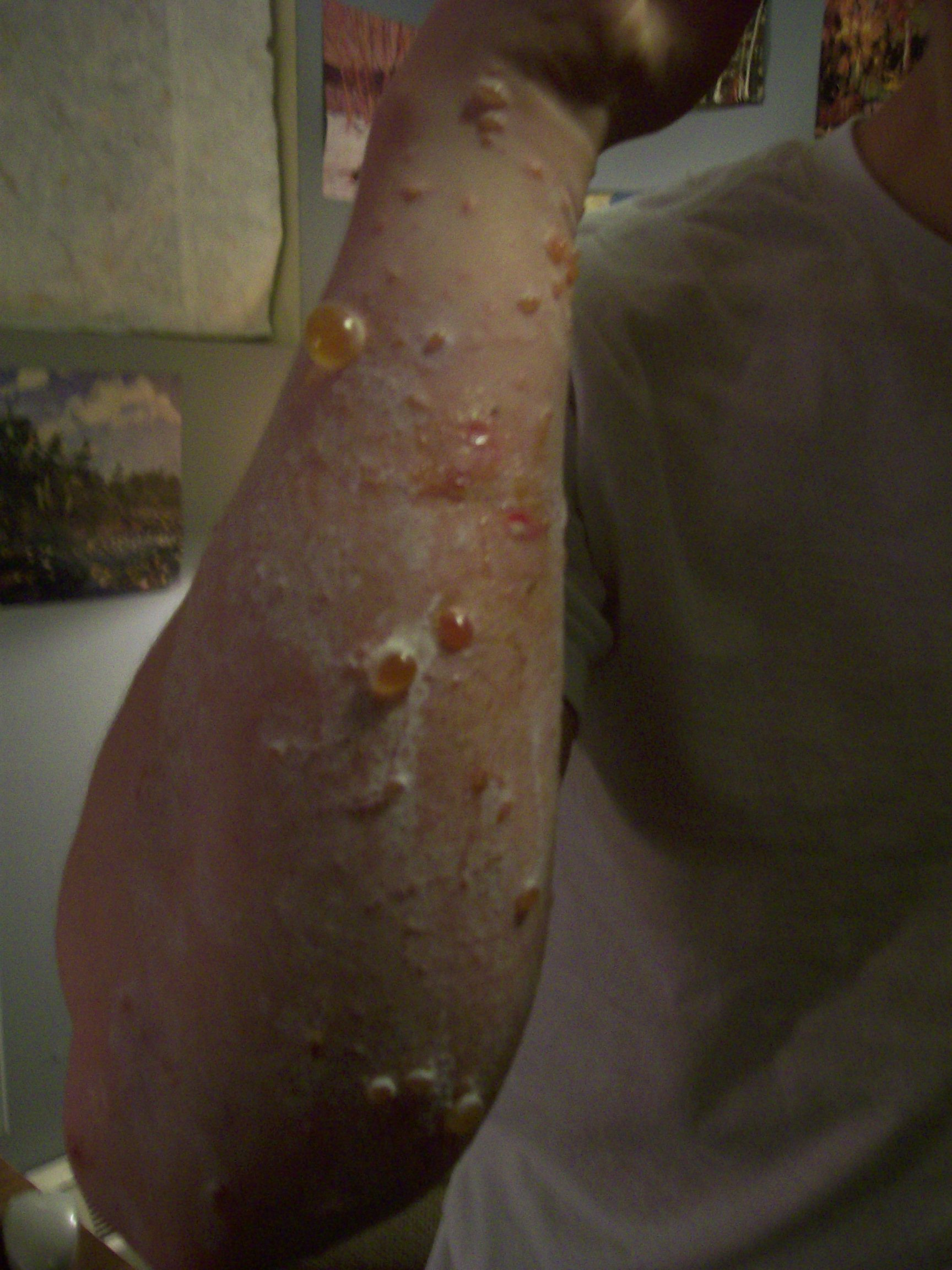
Утворення пухирів через 48 годин після контакту з урусіолом
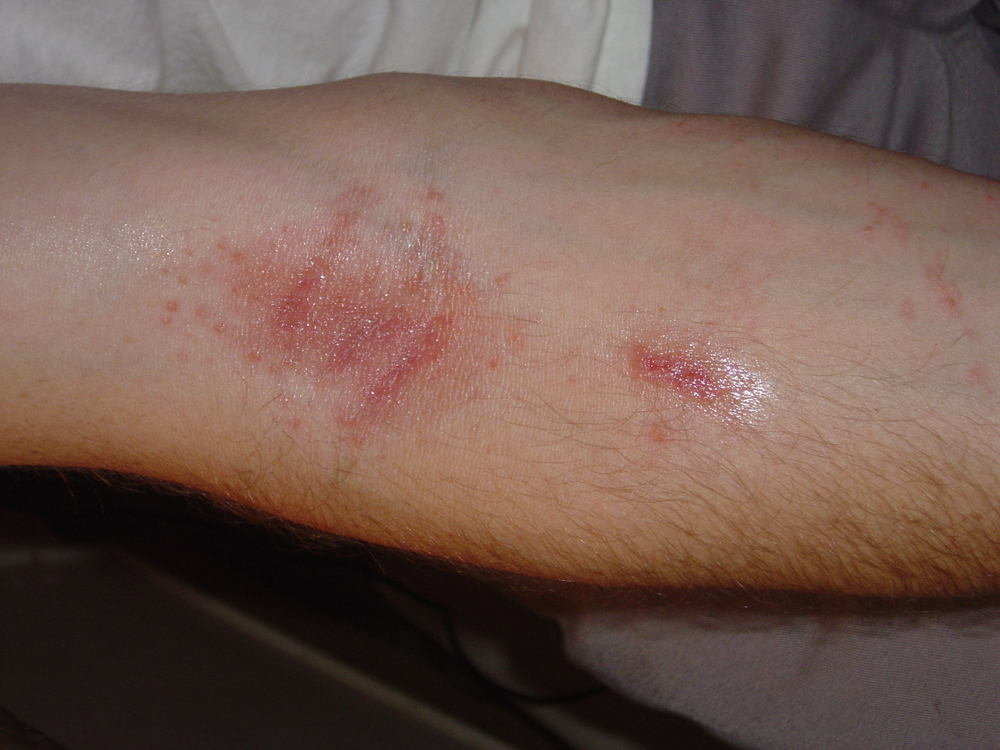
Висипання через 2 дні по контакту з Toxicodendron radicans
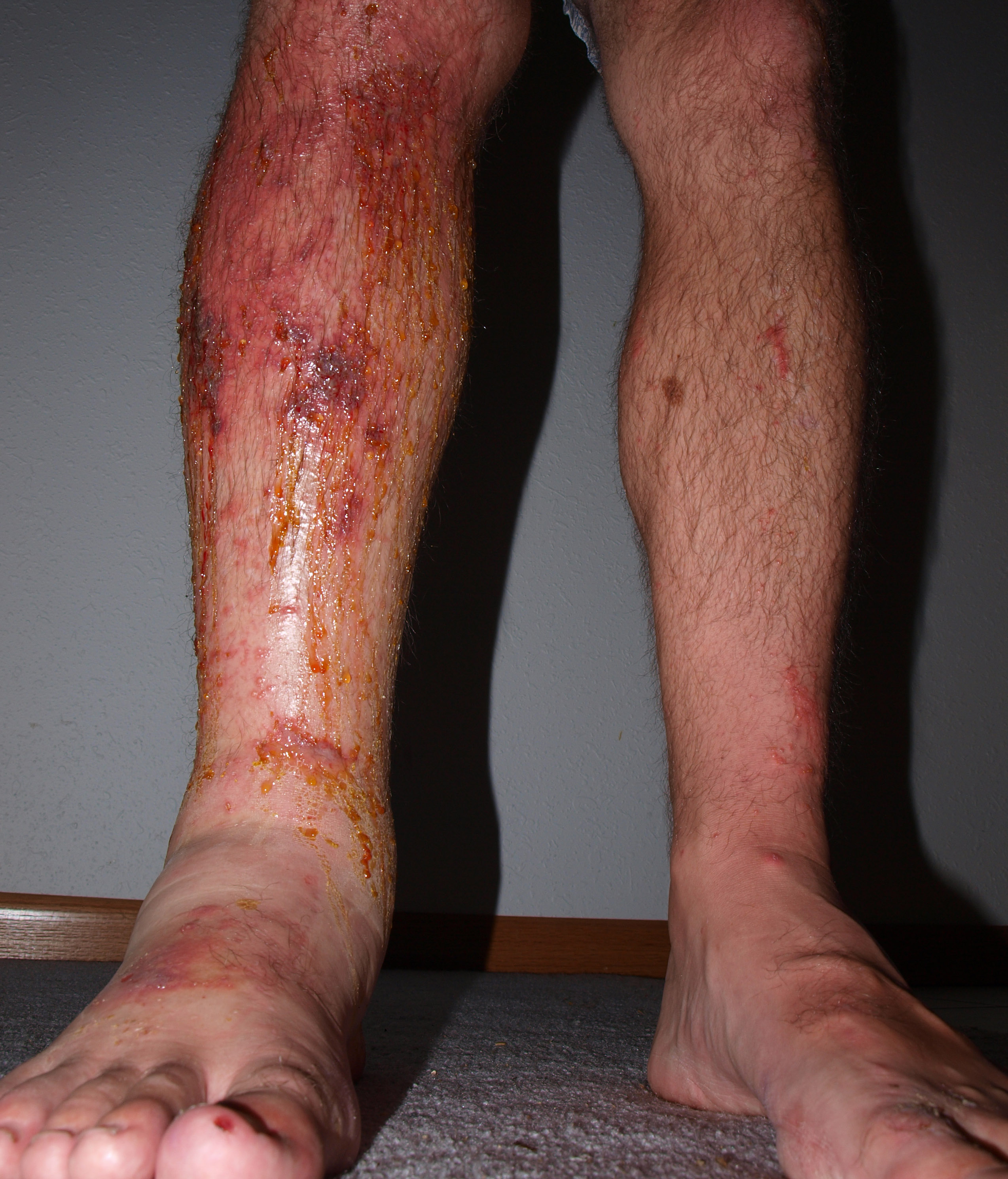
Висипання через 3 дні після прямого контакту з Toxicodendron radicans

## Причина недуги

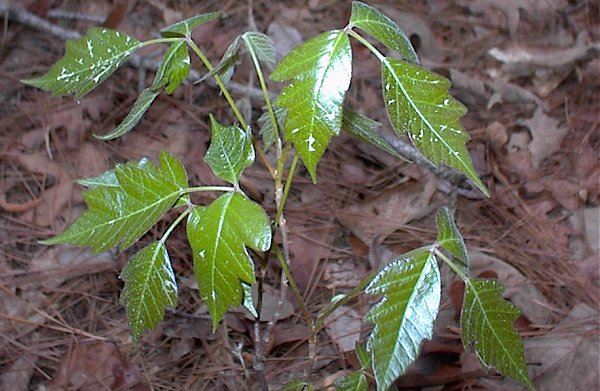
Toxicodendron pubescens, один із великої кількости видів, що містять урусіол

Після пошкодження частин рослини сік витікає на поверхню, і урусіол від стикання з киснем стає чорнуватим лаком. Контактний дерматит виникає через дотик до рослини чи будь-яких інших предметів, на яких є урусіол. Токсичний жир прилипає майже до всього, до чого торкнеться, наприклад до рушника, ковдри, одягу чи взуття та інших предметів. Речі, на які потрапив урусіол з рослин роду Toxicodendron, є небезпечними подразниками, які спричинюють дерматит. В осіб, які вперше зазнали подразнення урусіолом, може минути від 10 до 21 доби для появи алергічної реакції. При повторному попаданні урусіолу на шкіру більшість людей отримують симптоми алергії через 48-72 години. Зазвичай алергічне висипання буває від одного до двох тижнів, але в деяких випадках може тривати до п'яти тижнів. Урусіол у рослинах в основному міститься між клітинами під зовнішньою оболонкою рослини, тому наслідки дотику до неї будуть безпечнішими при неушкодженій тканині рослини. Після того, як сік рослини ретельно змитий зі шкіри, висипання не є заразним.  Крім дії на шкіру, побутує думка, що дим від спалювання рослинного матеріалу, насичений урусіолом, викликає системну реакцію, а також висипання у горлі та на очах, і що пожежники часто отримують запалення очей від диму. Високотемпературне полум'я може спалити урусіол до того, як він зможе завдати шкоди, тоді як тліючий вогонь може випарувати летку олію та поширити її з димом. Однак деякі заперечують небезпеку спалювання рослинного матеріалу, що містить урусіол.

## Механізм
Урусіол є жиророзчинним, проникає через роговий шар шкіри, зв'язується з клітинами Лангерганса в епідермісі. Потім уражені клітини мігрують до лімфатичних вузлів, де активуються Т-лімфоцити, тоді повертаються до шкіри, де стимулюють активований урусіолом дерматит. Токсичний ефект непрямий, опосередкований індукованою імунною відповіддю. Окислені урусіоли діють як гаптени, хімічно реагуючи з інтегральними мембранними білками відкритих клітин шкіри, зв'язуючись із ними та змінюючи їх форму. Урусіол окислюється in vivo, утворюючи хінонову форму молекул. Уражені білки перешкоджають здатности імунної системи розпізнавати ці клітини як нормальні частини тіла, викликаючи опосередковану Т-клітинами імунну відповідь.

## Алергенні урусіоли і виробництво лаку

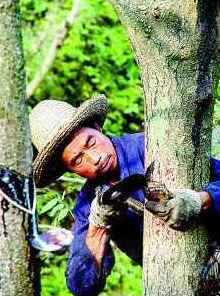
Стовбур лакового дерева. З дерева отримують урусіоловмісну сировину для виробництва лаку

Виробництво лаку із урусіоловмісної сировини, яке здавен практикується у Південно-Східній Азії, вимагає особливої обережности. Проте, ремісники, які працюють з лаком, не отримують «лакових висипань», бо у них виробляються антитіла проти урусіолів. «„Лакова висипка“ є алергічним симптомом, тому при наявності антитіл алергічних симптомів не буде. Для привчання організму до цих органічних сполук існує традиція. Наприклад, новачки облизують лак, щоб отримати сильний висип і виробити антитіла». Сучасні виробники лаку уруші згадують, що дітьми нераз заходили до майстерні, в якій лакувалися вироби, торкалися лакованих речей, але ніколи не отримували екземний дерматит. І, навпаки, багато новачків, які хотіли займатися лаковою справою, все ж покидали роботу через алергію на урусіоли. Згідно з даними лісового господарства Японії, з одного дерева (наприклад, такого як Toxicodendron vernicifluum), на стовбурі якого, для збирання олії, наносять лінійні подряпини, можна зібрати не більше 200 мілілітрів сировини на рік (сезон заготівлі — з червня по жовтень). Як свідчать сучасні виробники лаку урусі, «якщо торкнутися лаку, коли він не повністю висох, у вас з'явиться висип. Якщо у вас з'явився висип від контакту з лаком, ефективних ліків немає, навіть якщо ви йдете до дерматолога, тому вам нічого не залишається, як терпіти болісний свербіж». Урусіоловмісні органічні сполуки у дерев виконують захисну дію, як і живиця — у хвойних порід чи ґлей — у вишні, черешні і інших сливових. Алергія може виникнути не лише через дотик до рослин. Смола скрапує також з листків, тому ви можете отримати недугу, перебуваючи, наприклад, під лаковим деревом, не торкаючись його. Оскільки урусіоли містяться в корені, соку та листі деяких дерев, кущів і ліан з роду анакардієвих (Anacardiaceae).

## Лікування
Урусіол, що потрапляє з рослини на інші предмети чи, наприклад, на шерсть домашніх тварин, може спричинити висип, потрапивши на шкіру людини. Тож одяг треба випрати. Радять протерти всі предмети, яких торкалися потерпілі від токсинів. Рідина, що виділяється під час розривання пухирів, не поширює отруту, бо виробляється організмом. Лікування починається з негайного припинення контакту з урусіолом, який викликає реакцію. Оскільки урусіол є олією, первинна обробка передбачає негайне ретельнне змивання токсину мильним чи іншим жиророзчинним засобом , прохолодною водою та тертям (без подряпин!). Урусіол міцно прилипає до шкіри. Скраб із простим милом і холодною водою видалить урусіол зі шкіри, якщо це зробити акуратно та обережно впродовж кількох хвилин після дотику до рослини. Відомо, що індіанці, як ліки від екземних дерматитів, для полегшення пошкоджень шкіри, викликаних дотиком із урусіоловмісними рослинами, використовують ґринделію розчепірену (Grindelia squarossa)
.
Алопати іноді призначають стероїди, такі як преднізон, триамцинолон або дексаметазон, щоб послабити імунну відповідь і запобігти пошкодженню шкіри, особливо якщо уражені очі. Преднізолон є найбільш часто призначуваним системним лікуванням, але може спричинити серйозне пригнічення надниркових залоз.